# Rita Pax (album)
Rita Pax – debiutancki album polskiego zespołu Rita Pax. Ukazał się w czerwcu 2013 nakładem wytwórni EMI.

## Lista utworów
1. Brain
2. I on You
3. Instant Karma
4. Psycho Soul
5. Sunny Spine
6. Moan
7. The Pretender
8. What If
9. Sweet Blank